# Апорт (поисковая система)
Апо́рт — в прошлом российская поисковая система, потом прайс-агрегатор. По состоянию на ноябрь 2024 сайт не работает.

## История
Поисковая система впервые была продемонстрирована в феврале 1996 года на пресс-конференции «Агамы» по поводу «Русского клуба». На тот момент поисковая машина искала только по сайту russia.agama.com. В дальнейшем был поиск по четырём серверам, потом по шести. В итоге день рождения Апорта и фактический старт системы сильно «размазались» по времени. Официальная презентация Апорта состоялась только 11 ноября 1997 года, тогда машина уже индексировала весь Рунет.
В конце 90-х являлась одним из лидеров поиска в Рунете, это продолжалось до середины 2000-х годов, когда РОЛ выкупил Агаму и почти вся разработка была прекращена — поисковая система стала резко сдавать позиции, заметно уступая по популярности Рамблеру и Яндексу.
В 2000-е годы Апорт являлся частью портала РОЛ. Принадлежал Golden Telecom. При поиске учитывались особенности русского языка.
Опыт и наработки поисковой системы «Апорт» были использованы при создании новой поисковой системы gogo.ru (владелец Mail.Ru).
С августа 2011 использовала поисковую технологию Яндекса.

## Апорт как товарный агрегатор
В начале лета 2012 г. Апорт был приобретён у Вымпелкома директором сайта Mamba.ru Андреем Бронецким за 150 тыс. долларов, что в 170 раз меньше суммы, выплаченной в 2000 году Golden Telecom — 25 млн долларов. При этом предприниматель заявил, что намерен перепрофилировать поисковую систему в электронную торговую площадку. Интернет-поиск был выключен.
Сайт был запущен в 76 регионах (областных центрах), например moskva.aport.ru, spb.aport.ru, ekaterinburg.aport.ru. Более 75 % трафика — из регионов, 60 % трафика — органический поиск (данные SimilarWeb).
Апорт входил в число популярных товарных агрегаторов в рунете.
В 2013 году заявлялось об охвате 76 городов России и сотрудничестве с более 800 магазинов в интернете, а также доступности для пользователей информации по 4,5 миллионам товаров.